# Maurice Alhoy
Philadelphe-Maurice Alhoy, né à Paris en 1802 et mort dans la même ville le 27 avril 1856, est un journaliste, écrivain humoristique et auteur dramatique français.

## Le journaliste
Sous la Restauration et la monarchie de Juillet, alors que « chaque jour voyait naître une feuille nouvelle » (E. de Mirecourt), Maurice Alhoy crée Le Philanthrope (1825), « journal consacré à la bienfaisance, à la morale et au bien public ». Il restera ensuite comme celui qui a créé, avec Etienne Arago, Le Figaro, le 14 janvier 1826.
Les débuts sont difficiles et le journal est revendu deux mois plus tard à Auguste Le Poitevin de L'Égreville, puis à Victor Bohain. Ce seront ensuite :Le Dandy, Le Pauvre Jacques (1829), le Journal des familles, la Gazette des enfants, le Moniteur des gourmands, L’Ours (1834) journal rédigé « par une société de bêtes ayant becs et ongles », puis un « journal-vaudeville » : La Foire aux idées (1849).
À cette veine du journalisme, on peut rattacher une série d'ouvrages relevant du récit historique et de l'investigation journalistique portant sur des populations marginalisées : Les bagnes : Rochefort (1830), Les bagnes : histoires, types, mœurs, mystères (1845), Les brigands et bandits célèbres (1845) et Les prisons de Paris avec Louis Lurine (1846).
Deux ans plus tard, paraît sous sa direction une Biographie parlementaire des représentants du peuple à l'Assemblée nationale constituante de 1848, rédigée par une « société de publicistes et d'hommes de lettres » où l'on retrouve ses amis Étienne Arago et Louis Lurine. Avec d'autres écrivains et publicistes, il participe aussi à des recueils de textes collectifs, dont Paris révolutionnaire, « foyer de lumières et d'insurrection », 6 vol., (1833-1834) ; Nouveau tableau de Paris au XIXe siècle (1834-1835) ; ainsi que Paris historique, pittoresque et anecdotique, Le Luxembourg, vol.7, (1855).

## L'auteur dramatique
Il crée pour la scène plus d'une quarantaine de pièces de théâtre dans le goût de l'époque : comédies-vaudevilles, drames, mélodrames, revues et scènes de variétés, écrites presque toujours en collaboration et qu'il signait de ses prénoms (Philadelphe ou Philadelphe-Maurice) ou sous divers pseudonymes (Depontchartrain ou de Pontchartrain, Saint-Gervais ou l'[H]ermite du Luxembourg). Quelques titres en donneront une idée : L'agent de change ou Une fin de mois, drame en 3 actes imité de Beaumarchais (1825), La Vogue, vaudeville à grand spectacle (1825), Bergami et la reine d'Angleterre, drame en 5 actes (1833), Le Magasin pittoresque (1834), revue en 15 livraisons.
On peut retrouver une partie de ces textes dans Le Magasin théâtral, « choix de pièces nouvelles jouées sur tous les théâtres de Paris de 1834 à 1839 » (25 tomes en 13 volumes, voir le texte sur Gallica).
Sa connaissance du monde de la scène se traduit très tôt par la publication du Dictionnaire théâtral (selon le sous-titre « douze cent trente trois vérités sur les directeurs, régisseurs, acteurs, actrices et employés des divers théâtres »), écrit en collaboration avec Charles Jean Harel et Auguste Jal (1e éd. 1824, voir le texte sur Gallica).
Un an plus tard, il publie la Grande biographie dramatique, ou Silhouette des acteurs, actrices, chanteurs, cantatrices, danseurs, danseuses... (1825) qu'il signe de son pseudonyme L'Ermite du Luxembourg.
L'article « Variétés » du Dictionnaire théâtral situe avec à-propos l'intérêt de cette forme de spectacle : « La situation la plus avantageuse, une salle charmante et un ensemble rare de talents variés ont peut-être moins fait encore pour la prospérité de ce théâtre que la licence et le ton des ouvrages dont son répertoire est uniformément composé ».

## L'Auteur humoristique

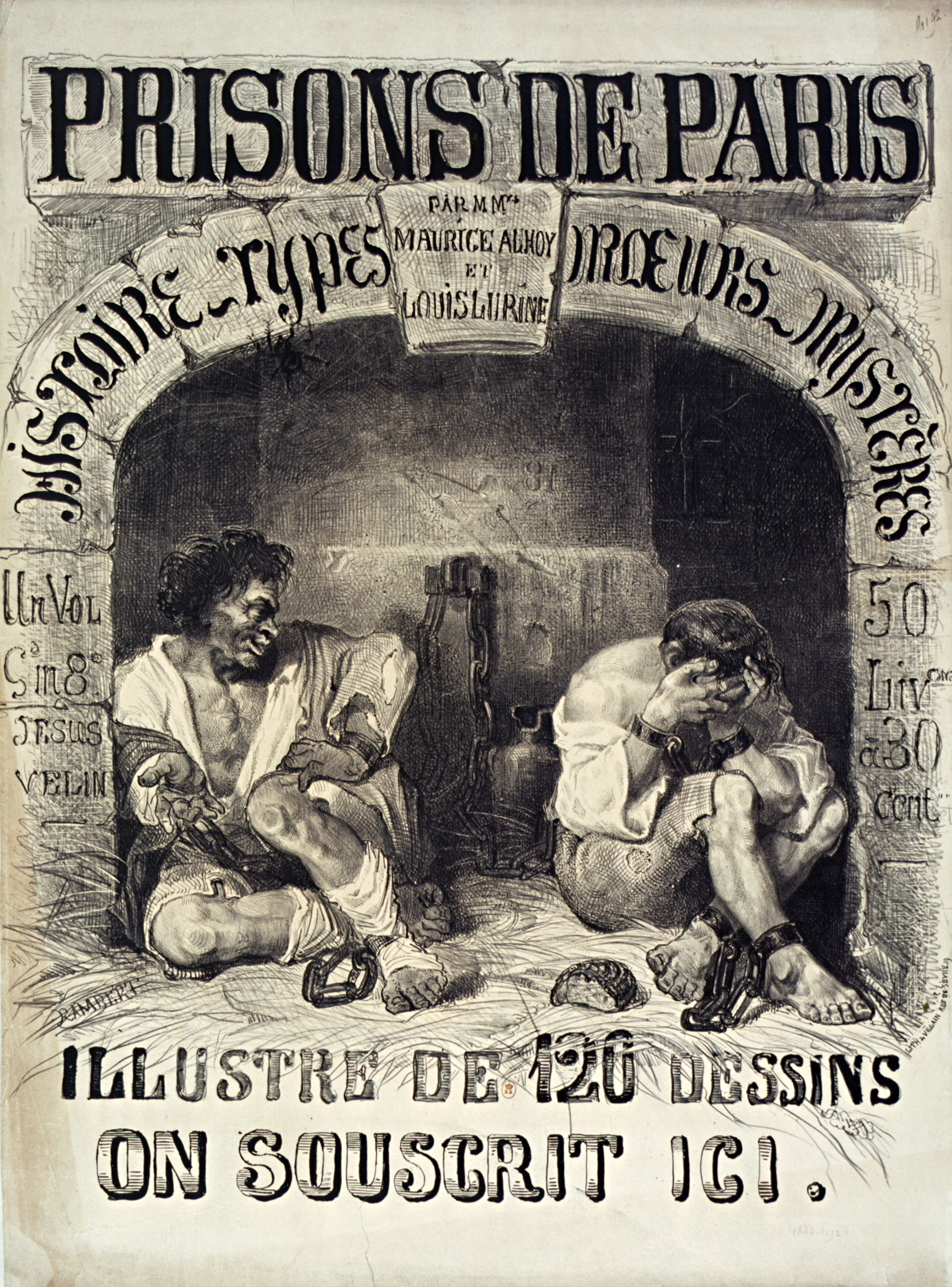
Affiche lithographique de souscription pour Les Prisons de Paris (Charles-Désiré Rambert, 1844).

Parallèlement à son activité théâtrale, il rédige dans un registre humoristique qui ne nous éloigne guère de la scène, des textes souvent illustrés de vignettes. Après un séjour de plusieurs mois au couvent de la Grande Trappe, il fait paraître avec Jacques-Germain Chaudes-Aigues (sous le demi-pseudonyme de Jacques de Chaudesaigues) un roman intitulé Sous le froc, le chartreux (1836); puis Les Cent et un Robert Macaire, avec Louis Huart, dessins de Daumier (1839) ; et enfin Le Musée pour rire, dessins par tous les caricaturistes de Paris, avec Louis Huart et Charles Philipon (1839-1840).
Il est aussi l'auteur de plusieurs Physiologies, genre alors très en vogue :
celle du voyageur, dessins de Daumier et Ange-Louis Janet-Lange (1841), de la Lorette, dessins de Gavarni (1841), du débardeur, dessins de Gavarni (1842), du créancier et du débiteur, dessins de Janet-Lange (1842).
On lui doit également Les Fleurs historiques avec Jules Rostaing, (1852) et Les Mémoires de Bilboquet, recueillis par un bourgeois de Paris avec Taxile Delord et Edmond Texier, (1854).

## Citation
« Bien des hommes d'État qui parlent du bagne à la tribune, bien des publicistes qui peignent dans de longues colonnes ces lieux exceptionnels, bien des novateurs qui escomptent les abus au profit des utopies, n'ont pas vu le bagne mieux que moi le jour où, pour sortir de mes habitudes, j'ai voulu le visiter avec un planton » (Les bagnes : histoires, types, mœurs, mystères, Paris, Ed. Havard, 1845, p. 239).

## Œuvre
- Dictionnaire théâtral : douze cent trente trois vérités sur les directeurs, régisseurs, acteurs, actrices et employés des divers théâtres, avec Charles Jean Harel et Auguste Jal, 1824, voir le texte sur Gallica
- L'agent de change ou Une fin de mois, drame en 3 actes imité de Beaumarchais, 1825
- La Vogue, vaudeville à grand spectacle, 1825
- Les bagnes : Rochefort, 1830
- Bergami et la reine d'Angleterre, drame en 5 actes, 1833
- Paris révolutionnaire : foyer de lumières et d'insurrection, collectif (6 vol.), 1833-1834
- Nouveau tableau de Paris au XIXe siècle, collectif, 1834-1835
- Le Magasin pittoresque, 1834, revue en 15 livraisons. On peut retrouver une partie de ces textes dans Le Magasin théâtral :  choix de pièces nouvelles jouées sur tous les théâtres de Paris de 1834 à 1839 (25 tomes en 13 volumes), voir le texte sur Gallica
- Grande biographie dramatique : silhouette des acteurs, actrices, chanteurs, cantatrices, danseurs, danseuses..., sous son pseudonyme : L'Ermite du Luxembourg, 1835
- Sous le froc, le chartreux, avec Jacques de Chaudesaigues, pseudonyme de Jacques-Germain Chaudes-Aigues, 1836
- Les Cent et un Robert Macaire, avec Louis Huart, dessins de Daumier, 1839
- Le Musée pour rire, dessins par tous les caricaturistes de Paris, avec Louis Huart et Charles Philipon, 1839-1840
- Physiologie du voyageur, dessins de Daumier et Ange-Louis Janet-Lange, 1841
- Physiologie de la lorette, dessins de Gavarni, 1841, voir le texte sur Gallica
- Physiologie du débardeur, dessins de Gavarni, 1842
- Physiologie du créancier et du débiteur, dessins de Ange-Louis Janet-Lange, 1842, voir le texte sur Gallica
- Les bagnes : histoires, types, mœurs, mystères, 1845[3]
- Les brigands et bandits célèbres, 1845
- Les prisons de Paris, avec Louis Lurine, 1846
- Biographie parlementaire des représentants du peuple à l'Assemblée nationale constituante de 1848, rédigée par une « société de publicistes et d'hommes de lettres » dont Étienne Arago et Louis Lurine, 1848
- Paris historique, pittoresque et anecdotique, Le Luxembourg, collectif, vol.7, 1855